# Flygbränsle

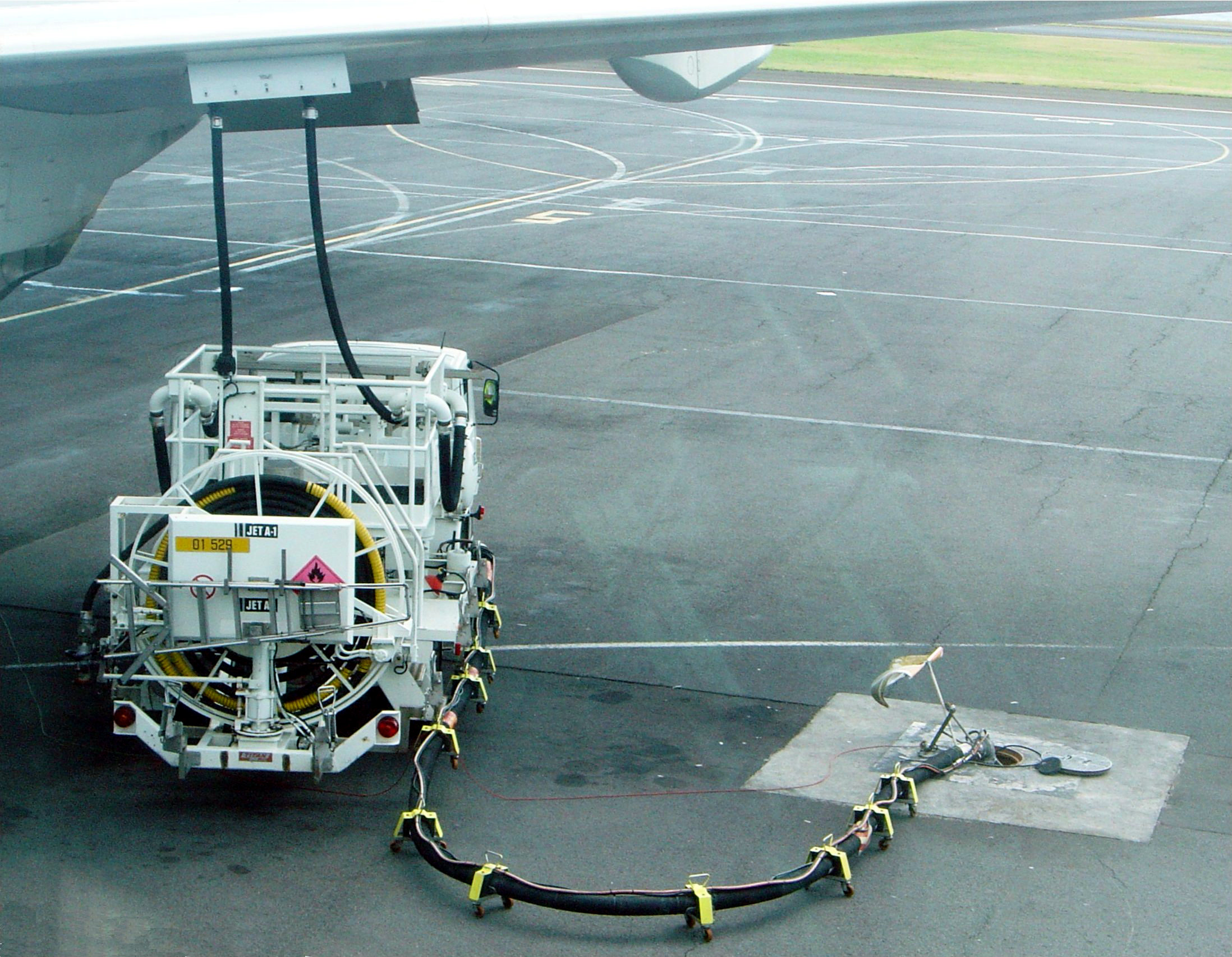
Tankning av flygplan

Flygbränsle är bränsle som används i förbränningsmotorer som driver olika slags luftfartyg. Flygbränsle skiljer sig något från andra typer av motorbränslen bland annat eftersom flygbränslet skall kunna klara stora variationer i lufttryck och temperatur utan att motorfunktionen påverkas negativt.

## Olika flygbränslen

### Jet A1
Flygplan och helikoptrar drivna med jetmotorer, turbopropmotorer respektive turbinmotorer för helikoptrar ("turboshaftmotorer") använder sig av Jet A1. Jet A1 benämns ofta "flygfotogen", jetbränsle eller kerosin.
Jet A1 liknar vanlig dieselolja till sina egenskaper, men har bl.a. betydligt lägre slutkokpunkt, smalare kokpunktsintervall, lägre viskositet, högre kemisk stabilitet, mycket bättre köldtålighet (jetbränsle ska tåla minst −40 °C och helst −50 °C.), mycket högre svavelhalt, m.m. Jetbränsle har ofta ett lågt cetantal och mycket dåliga smörjande egenskaper, jämfört med dieselolja.  
På senare tid har det också utvecklats en del dieselmotorer till främst lätta flygplan som använder sig av Jet A1. Många av de stora motortillverkarna förbjuder dock användning av drift på 100 % jetbränsle i sina dieselmotorer. Bl.a. USA:s militära styrkor har landfordon, som ska kunna köras under kortare tid på jetbränsle, med tillsats av smörjande additiv och cetantalshöjande additiv.

### Avgas 100LL
Det vanligaste bränslet för luftfartyg med kolvmotorer är Avgas 100LL, där Avgas står för "Aviation gasoline", flygbensin, och LL för Low Lead (lågt blyinnehåll). Den innehåller dock mycket mer bly än gammaldags blyad bil-bensin.  
Precis som vanlig bensin är flygbensinen lättantändlig. Därför måste flygplanen jordas före tankning så att inte gnistbildning uppstår i samband med statisk elektricitet. Priset på Avgas 100LL låg i augusti 2006 på cirka 10 kronor litern. Den första juli 2008 belastades flygbränslet med en skatt på 6,02 kr per liter. 
Flygbränslet Avgas 100LL är blåfärgat. 2014 låg priset på cirka 22 kronor litern.

### Avgas 91UL
Ett i Sverige förekommande bränsle för kolvmotorer i luftfartyg är Avgas 91UL, som är praktiskt taget helt blyfritt, därav namnet UL som står för unleaded. I Sverige övergår mer och mer av allmänflyget till Avgas 91UL från Avgas 100LL. Avgas 91UL tillverkas enligt USA-standarden för flygbensin ASTM D910. Standarden ASTM D910 föreskriver att bränslet skall vara gulbrunt färgat, men eftersom svensk lag förskriver annorlunda (att oblyat bränsle skall vara transparent) är Avgas 91/96 UL ofärgat i Sverige (källa).
Varianten Avgas 91/96 UL betyder ett oktantal på 96 vid rik blandning och 91 vid mager dito. 

## Leverantörer av flygbränsle
- Air BP
- Shell
- Equinor
- Hjelmco Oil